# العلاقات الباربادوسية السورية
العلاقات الباربادوسية السورية هي العلاقات الثنائية التي تجمع بين باربادوس وسوريا.

## مقارنة بين البلدين
هذه مقارنة عامة ومرجعية للدولتين:
| وجه المقارنة                                              | باربادوس       | سوريا                    |
| --------------------------------------------------------- | -------------- | ------------------------ |
| المساحة (كم2)                                             | 439            | 185.18 ألف               |
| عدد السكان (نسمة)                                         | 285.72 ألف     | 18.27 مليون              |
| الكثافة السكانية (ن./كم²)                                 | 65.08 ألف      | 98.66                    |
| العاصمة                                                   | بريدج تاون     | دمشق                     |
| اللغة الرسمية                                             | لغة إنجليزية   | اللغة العربية            |
| العملة                                                    | دولار بربادوسي | ليرة سورية               |
| الناتج المحلي الإجمالي (بليون دولار)                      | 4.80 مليار     | 60.20 مليار              |
| الناتج المحلي الإجمالي (تعادل القوة الشرائية) بليون دولار | 4.66 مليار     |                          |
| الناتج المحلي الإجمالي الاسمي للفرد دولار أمريكي          | 15.43 ألف      |                          |
| الناتج المحلي الإجمالي للفرد دولار أمريكي                 | 16.06 ألف      |                          |
| مؤشر التنمية البشرية                                      | 0.795          | 0.594                    |
| رمز المكالمات الدولي                                      | +1246          | +963                     |
| رمز الإنترنت                                              | .bb            | .sy                      |
| المنطقة الزمنية                                           | 00             | ت ع م+02:00، ت ع م+03:00 |

## منظمات دولية مشتركة
يشترك البلدان في عضوية مجموعة من المنظمات الدولية، منها:
| علم المنظمة | اسم المنظمة                               | تاريخ انضمام باربادوس | تاريخ انضمام سوريا |
| ----------- | ----------------------------------------- | --------------------- | ------------------ |
|             | مؤسسة التنمية الدولية                     | 29 سبتمبر 1999        | 28 يونيو 1962      |
|             | يونسكو                                    | 24 أكتوبر 1968        | 16 نوفمبر 1946     |
|             | وكالة ضمان الاستثمار متعدد الأطراف        | 12 أبريل 1988         | 14 مايو 2002       |
|             | الأمم المتحدة                             | 9 ديسمبر 1966         | 24 أكتوبر 1945     |
|             | الاتحاد البريدي العالمي                   | ?                     | ?                  |
|             | البنك الدولي للإنشاء والتعمير             | 12 سبتمبر 1974        | 10 أبريل 1947      |
|             | الاتحاد الدولي للاتصالات                  | 16 أغسطس 1967         | 12 يناير 1924      |
|             | منظمة حظر الأسلحة الكيميائية              | ?                     | ?                  |
|             | مؤسسة التمويل الدولية                     | 25 يونيو 1980         | 28 يونيو 1962      |
|             | المركز الدولي لتسوية المنازعات الاستشارية | 1 ديسمبر 1983         | 24 فبراير 2006     |
|             | منظمة الشرطة الجنائية الدولية             | ?                     | ?                  |

## وصلات خارجية
- موقع وزارة الخارجية الباربادوسية